# Arrondissement de Hambourg-Harbourg
À ne pas confondre avec le quartier Hambourg-Harbourg ni avec l'arrondissement de Harbourg en Basse-Saxe

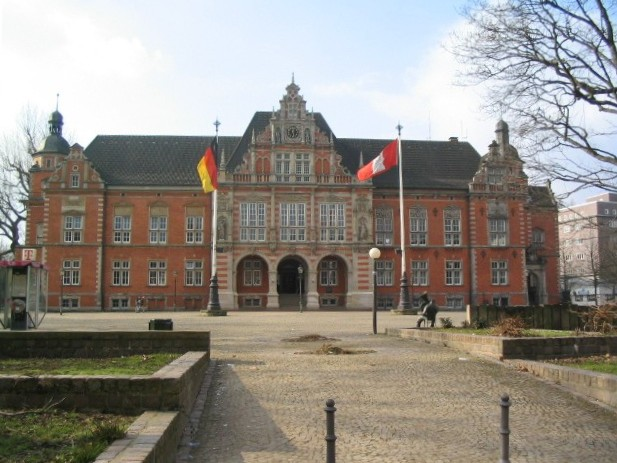
Mairie de Harburg.

Harbourg (en allemand Harburg du bas-allemand Horborg) est un arrondissement municipal de la ville de Hambourg, en Allemagne. Il se situe au sud-ouest de la ville. Au sud de cet arrondissement se trouve le Land de Basse-Saxe. L'arrondissement comptait 200 740 habitants en 2006.

## Quartiers
L'arrondissement se divise en 17 quartiers : Eißendorf, Gut Moor, Hambourg-Harbourg, Heimfeld, Langenbek, Marmstorf, Neuland, Rönneburg, Sinstorf, Wilstorf,
Altenwerder, Cranz, Francop, Hausbruch, Moorburg, Neuenfelde et Neugraben-Fischbek.

## Parcs
- Hamburger Stadtpark
- Alter Harburger Friedhof
- Schwarzenbergpark
- Göhlbachtal